# Hélène Schmitt
Hélène Schmitt ist eine französische Violinistin im Bereich der Historischen Aufführungspraxis.

## Leben
Hélène Schmitt begann das Violinstudium am Konservatorium in Metz und beendete dieses am Pariser Konservatorium, mit einem Abschluss in den Fächern Violine und Kammermusik. Anschließend erlernte sie bei Chiara Banchini das Spiel der Barockvioline und historische Aufführungspraxis, zuerst in Genf, danach folgte sie Banchini an die Schola Cantorum Basiliensis. Dort studierte sie zusätzlich Generalbass bei Jesper Bøje Christensen. Sie lebte und wirkte einige Zeit in Basel im Umfeld der Schola Cantorum, anschließend während zehn Jahren in Deutschland, teils im Umfeld von Reinhard Goebel.
Schmitt hat Auftritte bei den meisten namhaften Alte Musik Festivals, so beim Netwerk Oude Muziek in den Niederlanden, den Innsbrucker Festwochen, Festival de Saintes, Festival Bach de Lausanne, Festival de Pontoise, Les Grandes Journées de Versailles, Festival d’Ambronay, Festival van Vlaanderen, Festival de Wallonie, Les Folles Journées Nantes und weitere. 2010 unternahm sie eine Tournee, die sie durch verschiedene Staaten Nord und Südamerikas führte.
Zu ihren regelmäßigen Begleitern gehören der Cembalist Jörg-Andreas Bötticher, der Lautenist Éric Bellocq und der Cellist Gaetano Nasillo. Den Tänzer und Choreographen Raphaël Cottin begleitete sie in einem Projekt mit den Sonaten für Violine ohne Bass von Johann Sebastian Bach. Die CD-Aufnahmen wurden teilweise im Kölner Studio des Deutschlandfunks eingespielt.
Hélène Schmitt war Dozentin für Barockvioline am regionalen Konservatorium (CRR) von Toulon und lehrte danach während sieben Jahren am (CRR) Boulogne-Billancourt. Sie spielt auf einer Violine aus dem frühen 18. Jahrhundert von Camillo Camilli. 2014 stellte ihr die deutsche Stiftung Violin Assets eine Michel Deconet zugeschriebene Violine von 1764 zur Verfügung.

## Auszeichnungen
- 1. Preis „Musica-Antiqua“ Brügge, (Barockvioline), 1993
- „Van Wassenaer Concours“ in Amsterdam,  1994
- „Schmelzerpreis“ in Melk, Österreich, 1996

## Diskografie
- Jean-Marie Leclair Triosonaten für Flöte und Violine (Pavane, 1998)
- Marco Uccellini (1610–1680) – Œuvres pour violon (Christopherus, 1999)
- Johann Sebastian Bach (1685–1750) – Pièces pour violon et basse continue (ALPHA, 2000)
- Ignazio Albertini (1644–1685) – Sonates pour violon et basse continue. (ALPHA, 2002)
- Giovanni Stefano Carbonelli (1690–1772) – Sonates pour violon et basse continue. (ALPHA, 2003)
- Johann Sebastian Bach (1685–1750) – Sei Solo a Violino senza Basso accompagnato – 2 CD (ALPHA, 2005)
- Johann Heinrich Schmelzer (ca. 1620–1680) – Sonatae a violino solo. (ALPHA, 2007)
- Nicola Matteis – (ca. 1670–ca. 1698) Ayrs for the violin. (ALPHA, 2009)
- Mozart & Beethoven – Sonaten für Pianoforte (Rémy Cardinale) und Violine (Violine von Nicolò Gagliano um 1760). (ALPHA, 2011)
- Heinrich Ignaz Franz Biber – Rosenkranzsonaten. Basso continuo Gruppe: François Guerrier, Claviorganum; Massimo Moscardo, Erzlaute und Theorbe; Francisco Mañalich, Gambe; Jan Krigovsky, Violone. (Aeolus, 2016)
- Werke für Solovioline von Johann Georg Pisendel und Florentine Mulsant (* 1962). (Maguelone, MAG 358.408, 2018)